# جيسون لوسون
جيسون لوسون (بالإنجليزية: Jason Lawson)‏ مواليد 2 سبتمبر 1974 في فيلادلفيا، هو لاعب كرة سلة أمريكي سابق. بدأ مسيرته الاحترافية في سنة 1997. تم اختياره من قبل فريق دنفر ناغتس خلال الدرافت. حمل الرقم 8. يبلغ طوله 6 قدم 11 بوصة (2.1 م). حقق المركز الأول في الألعاب الجامعية الصيفية 1995. اعتزل اللعب في 2008.

## المسيرة الاحترافية
لعب مع أورلاندو ماجيك في موسم 1997–1998، ثم لعب مع نادي إشبيلية لكرة السلة في الدوري الإسباني في سنة 2000، ثم لعب مع نادي بانيونيس لكرة السلة في سنة 2002، ثم لعب مع أورليان لواريت في الدوري الفرنسي في سنة 2002.

## الميداليات
| الميدالية | المسابقة                      |
| --------- | ----------------------------- |
| ذهبية     | الألعاب الجامعية الصيفية 1995 |

## روابط خارجية
- جيسون لوسون على موقع إن بي أي (الإنجليزية)
- جيسون لوسون على موقع سبورتس رفرنس (الإنجليزية)
- جيسون لوسون على موقع الدوري الإسباني لكرة السلة (الإسبانية)
- جيسون لوسون على موقع كرة السلة الأوروبية.كوم (الإنجليزية)
- جيسون لوسون على موقع كلية كرة السلة في سبورتس رفرنس.كوم (الإنجليزية)
- جيسون لوسون على موقع ريلجم (الإنجليزية)
- جيسون لوسون على موقع بروبوليرز (الإنجليزية)
- جيسون لوسون على موقع سبورتس رفرنس (الإنجليزية)
- جيسون لوسون على موقع سبورتس رفرنس (الإنجليزية)